# МИТОС (Новочеркаск)
ФК „МИТОС“ е футболен клуб от гр. Новочеркаск, Ростовска област, Русия. Основан е от компанията „Митос Строй“.
От 2008 г. се състезава в шампионата на Русия по футбол. Тогава отборът участва в областното първенство на Ростовска област, завършвайки на второ място. През 2009 г. играе в зона Юг на ЛФЛ и се класира 3-ти.
От 2010 г. МИТОС е професионален клуб и участва във 2 дивизия, зона Юг. От 2011 до 2012 г. в отбора се подвизава бившият капитан на „Ростов“ Михаил Осинов, който има над 300 мача в Премиер-лигата на Русия.